# 隆福塞
隆福塞（法語：Longfossé，法語發音：[lɔ̃fose]）是法国上法蘭西大區加来海峡省的一个市镇，属于滨海布洛涅区。

## 地理
隆福塞（50°39'7"N, 1°48'20"E）面积10.22 平方千米，位于法国上法蘭西大區加来海峡省，该省份为法国北部沿海省份，西北濒北海，南至索姆省，东临北部省。
与隆福塞接壤的市镇（或旧市镇、城区）包括：代夫勒、库尔塞、杜多维尔、萨梅、维耶尔欧布瓦、维尔维涅。

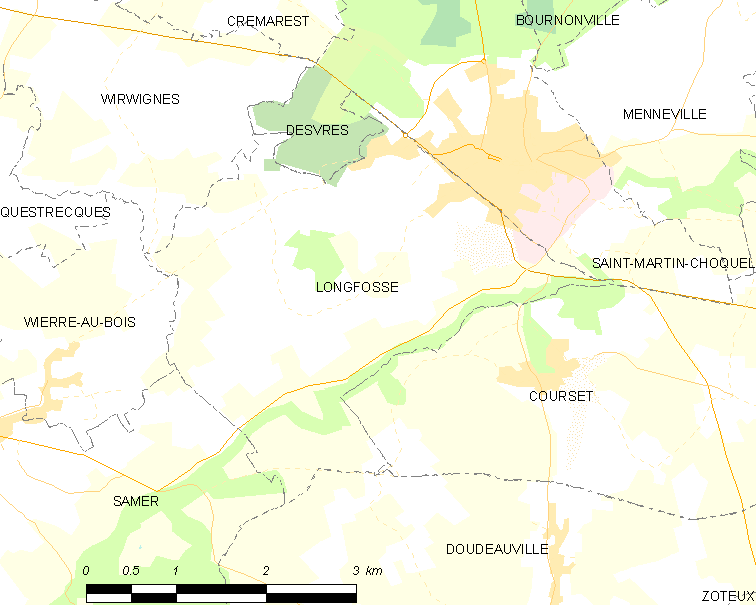
隆福塞的OSM定位图

隆福塞的时区为UTC+01:00、UTC+02:00（夏令时）。

## 行政
隆福塞的邮政编码为62240，INSEE市镇编码为62524。

## 政治
隆福塞所属的省级选区为代夫勒县。

## 人口

1962-2008年间隆福塞人口变化图示

隆福塞于2022年1月1日时的人口数量为1515人。